# 758 Mancunia
758 Mancunia este un asteroid din centura principală, descoperit pe 18 mai 1912, de Harry Edwin Wood.